# Pseudomenopon pilosum
Pseudomenopon pilosum är en insektsart som först beskrevs av Giovanni Antonio Scopoli 1763.  Pseudomenopon pilosum ingår i släktet Pseudomenopon och familjen spolätare. Arten är reproducerande i Sverige. Inga underarter finns listade i Catalogue of Life.